# Ольшанский сельсовет (Липецкая область)
Ольшанский сельсовет — сельское поселение в Задонском районе Липецкой области Российской Федерации.
Административный центр — село Ольшанец.

## История
Статус и границы сельского поселения установлены Законом Липецкой области от 23 сентября 2004 года № 126-ОЗ «Об установлении границ муниципальных образований Липецкой области»

## Население
| 2010  | 2012  | 2013  | 2014  | 2015  | 2016  | 2017  |
| ----- | ----- | ----- | ----- | ----- | ----- | ----- |
| 1197  | ↘1158 | ↘1140 | →1140 | ↘1131 | ↘1127 | ↘1104 |
| 2018  | 2021  |       |       |       |       |       |
| ↘1102 | ↗1112 |       |       |       |       |       |

## Состав сельского поселения
| №  | Населённый пункт | Тип населённого пункта       | Население |
| -- | ---------------- | ---------------------------- | --------- |
| 1  | Алексеевка       | деревня                      | ↘38       |
| 2  | Бехтеевка        | деревня                      | 8         |
| 3  | Гудовка          | деревня                      | 4         |
| 4  | Дегтевое         | село                         | ↘172      |
| 5  | Заря             | деревня                      | 40        |
| 6  | Новопокровка     | деревня                      | ↘31       |
| 7  | Ольшанец         | село, административный центр | ↘315      |
| 8  | Освобождение     | посёлок                      | 360       |
| 9  | Петрово          | деревня                      | ↘0        |
| 10 | Писаревка        | деревня                      | 19        |
| 11 | Сцепное          | село                         | ↘210      |